# Katerina Stefanidi
Katerina Stefanidi (griechisch Κατερίνα Στεφανίδη, auch Ekaterini Stefanidi (Αικατερίνη Στεφανίδη), * 4. Februar 1990 in Athen) ist eine griechische Stabhochspringerin und Olympiasiegerin (2016) sowie Welt- (2017) und Europameisterin (2016, 2017, 2018).

## Sportliche Laufbahn
Bei den Jugendweltmeisterschaften gewann sie 2005 in Marrakesch Gold und 2007 in Ostrava Silber.
Bei den Juniorenweltmeisterschaften 2008 in Bydgoszcz holte sie Bronze. 2011 gewann sie bei den U23-Europameisterschaften in Ostrava Silber und bei der Universiade in Shenzhen Bronze.
2012 wurde sie für die Stanford University startend NCAA-Meisterin. Bei den Europameisterschaften in Helsinki gelang ihr im Finale kein gültiger Versuch, und bei den Olympischen Spielen in London schied sie in der Qualifikation aus.
Bei den Halleneuropameisterschaften 2013 in Göteborg kam sie nicht über die erste Runde hinaus, und bei den Europameisterschaften 2014 in Zürich gewann sie Silber.
2015 errang sie Silber bei den Halleneuropameisterschaften in Prag und scheiterte bei den Weltmeisterschaften in Peking in der Vorrunde. Bei den Europameisterschaften 2016 in Amsterdam gewann sie mit übersprungenen 4,81 m den Titel.
Bei den Olympischen Spielen in Rio de Janeiro 2016 gewann sie den Wettbewerb mit 4,85 m. Sie wurde damit die erste Griechin, die im Stabhochsprung Olympiasiegerin wurde. In der Hallensaison 2017 zeigte Stefanidi erneut ihre Konstanz und sie sicherte sich überlegen die Goldmedaille bei den Halleneuropameisterschaften in Belgrad mit übersprungenen 4,85 m. Bei den Weltmeisterschaften 2017 in London gewann sie mit einer übersprungenen Höhe von 4,91 m die Goldmedaille vor Sandi Morris, Robeilys Peinado und Yarisley Silva und wurde damit erstmals Weltmeisterin. Stefanidi holte damit in 13 Monaten vier große Turniertitel und ist gleichzeitig Europameisterin, Olympiasiegerin, Halleneuropameisterin und Weltmeisterin.
Bei den Hallenweltmeisterschaften 2018 in Birmingham verlor sie nach 19 Siegen in Folge erstmals wieder ein Finale, als sie mit übersprungenen 4,80 m Sandi Morris und Anschelika Sidorowa unterlag und wie schon 2016 in Portland die Bronzemedaille gewann. Bei den Europameisterschaften 2018 in Berlin holte sie sich im August mit einer übersprungenen Höhe von 4,85 m die Goldmedaille.
Von 2016 bis 2019 konnte sie viermal hintereinander die Diamond League für sich entscheiden.
2020 gewann Stefanidi am 16. Mai den Ultimate Garden Clash genannten Fernwettkampf mit Katie Nageotte und Alysha Newman.
2021 nahm sie an den Olympischen Sommerspielen 2020 in Tokio teil und verpasste mit 4,80 m eine Medaille. Sie erreichte den 4. Platz.
Stefanidi verletzte sich direkt vor ihrer Teilnahme an der Qualifikationsrunde der Leichtathletik-Weltmeisterschaften 2023 in Budapest am Fußgelenk und schaffte es deshalb nicht, über 4,50 m zu kommen und sich für das Finale zu qualifizieren. Bei den Europameisterschaften 2024 errang Stefanidi mit 4,73 m die Silbermedaille und qualifizierte sich so auch für die Olympischen Sommerspiele 2024 in Paris.

## Persönliche Bestleistungen
Stabhochsprung
- Freiluft: 4,91 m, 6. August 2017 in London (Griechischer Rekord)
- Halle: 4,90 m, 20. Februar 2016 in New York City (Griechischer Rekord)